# Praecodens
Praecodens — вимерлий рід гієнодонтових ссавців родини Hyaenodontidae. Скам'янілості знайдено у Франції. Описано 1 вид: Praecodens acutus.